# جاعلان (فیلم)
جاعلان (به آلمانی: Die Fälscher) - (به انگلیسی: The Counterfeiters) فیلمی اتریشی -آلمانی در ژانر درام، جنایی و جنگی، به نویسندگی و کارگردانی اشتفان روزویتسکی است. این فیلم در سال ۲۰۰۷ میلادی ساخته شد. از بازیگران این فیلم می‌توان به کارل مارکویس، آگوست دیهل و دوید اشتریزو اشاره کرد. جاعلان برندهٔ جایزه اسکار بهترین فیلم خارجی‌زبان در هشتادمین دوره جوایز اسکار شد.